# Iberia (letalska družba)
Iberia (uradno: Iberia Líneas Aéreas de España, S.A) je španski nacionalni letalski prevoznik. Družba je bila ustanovljena leta 1927 z investicijo od španskega poslovneža Horacio Echevarrieta in nemške družbe Deutsche Luft Hansa.
Glavni letališči družbe sta madridsko letališče Barajas in barcelonsko letališče El Prat.
Leta 2011 sta se British Airways in Iberia združila v skupno podjetje International Airlines Group (IAG).Novo podjetje velja za tretjo največjo letalsko družbo na svetu po prihodkih.Obe družbi sicer še vedno letita pod blagovnimi znamkami Iberia in British Airways.

## Flota
Iberia ima povsem Airbusovo floto.